# Kozac'ke
Kozac'ke  (ucraniano: Козацьке) es una localidad del Raión de Bilhorod-Dnistrovskyi en el Óblast de Odesa de Ucrania. Según el censo de 2020, tiene una población de 1464 habitantes.